# آرامستان شاهومیان
آرامستان شاهومیان (ارمنی: Շահումյան գերեզմանատուն) یک آرامستان عمومی در شهر ایروان می‌باشد که در ناحیه آجاپنیاک واقع شده است.
این آرامستان از دو بخش منفصل‌شده تشکیل شده است. آرامستان شاهومیان کوچک ۱ (Pokr) در بزرگراه قدیمی سیلیکیان واقع شده است و آرامستان شاهومیان بزرگ ۲ (Yerkrord) که وسیع‌تر است در غرب بزرگراه قدیمی سیلیکیان در تقاطع خیابان تیچینا واقع است و ضمناً تحت عنوان آرامستان شاهومینا نیز شناخته می‌شود.

## مدفونان سرشناس
- واغیناک اوسکایان
- گارگین پطروسیان
- سوسانا خاچاطریان
- آرتاشس مژلومیان
- شاهن هاکوبیان
- پیش‌نویس:ماریا هاکوبیان
- گورگن هایراپتیان
- گورگن ملیک-دادایان
- دزرون تورگومیان
- گالوست پوغوسیان
- سورن پوغوسیان
- هارما سارگسیان
- گورگن گومدین
- پیش‌نویس:ویکتور آزاتیان hy [الف]
- پیش‌نویس:ایوان کارابکوف hy [ب]
- پیش‌نویس:آغوان بابایان hy [پ]
- پیش‌نویس:آناهیت آنانجیان hy [ت]
- پیش‌نویس:هوسپ توتونجیان hy [ث]
- پیش‌نویس:تسولاک هاکوپیان hy [ج]
- پیش‌نویس:آرتاشس مامیجانیان hy [چ]
- پیش‌نویس:شماون آزاتیان hy [ح]
- پیش‌نویس:واغیناک اوسکایان
- پیش‌نویس:نرسس توماسیان hy [خ]
- میکائیل آراکلیان hy [د]

## یادداشت
1. ↑  Viktor Azatyan
2. ↑  Ivan Karabekov
3. ↑  Aghvan Babayan (Q4074241)
4. ↑  Anait Ananjan (Q13050821)
5. ↑  Hovsep Tutunjyan (Q13053788)
6. ↑  Tsolak Hakobyan (Q13055158)
7. ↑  Artashes Mamijanyan (Q20508185)
8. ↑  Shmavon Azatyan (Q20510624)
9. ↑  Nerses Tovmasyan (Q20513369)
10. ↑  Mikael Arakelyan (Q21778017)